# Мышк, Эдвин
Эдвин Мышк (пол. Edwin Myszk; 1950, Картузы) — польский секретный сотрудник, в 1970-х — агент Службы безопасности ПНР, внедрённый в Свободные профсоюзы Побережья. Был раскрыт, разоблачён и изгнан. В 1980-х — участник криминальной группировки, занимался контрабандой автомобилей. В Третьей Речи Посполитой известен как бизнесмен, основатель издательств, гольфист.

## Вербовка и внедрение
Родился в кашубской рабочей семье. Учился в католической семинарии Пельплина и Академии католического богословия. Был отчислен за неуспеваемость. После брачной аферы во Вроцлаве (предложил девушке женитьбу, получил от неё деньги на приобретение квартиры и прервал отношения) перебрался в Гданьск. Работал маляром на судоверфи имени Ленина. В 1970 был завербован Службой безопасности ПНР (СБ) в качестве агента-осведомителя.
Первоначально Эдвин Мышк проходил по линии 4-го («церковного») отдела — как бывший семинарист. Однако у рабочего судоверфи Мышка сложились отношения со светскими диссидентами — братьями Кшиштофом и Блажеем Вышковскими, Александром Халлем, Богданом Борусевичем, Анджеем Гвяздой, Яцеком и Гражиной Куронями. Мышку эффективно удавалось входить в доверие — этому способствовало преклонение интеллигентных диссидентов перед рабочими. При этом Мышк демонстрировал эрудицию, образованность, дружелюбие, устанавливал отношения личного приятельства, снабжал овощами и фруктами с семейного участка. Он производил впечатление патриотичного рабочего-интеллигента. Яцек Куронь называл Мышка «реализованной надеждой на новое поколение».
Во второй половине 1970-х Гданьская воеводская комендатура милиции и СБ во главе с полковником (впоследствии генералом) Анджеевским и полковником Пашкевичем усиливала слежку и преследование диссидентов. В этом отношении была важна и осведомительская деятельность Эдвина Мышка. В мае 1978 Мышк был переведён в сексоты 3-го отдела («антигосударственная деятельность»). Начальником отдела являлся подполковник Войцех Раневич, заместителем майор Ежи Домский. Мышк проходил под агентурными кличками Пётр, Анджей, Антек, Лешек, Гражина. Для легенды его уволили с верфи якобы за политическую оппозиционность. Поступил на работу в ремонтно-монтажное судостроительное предприятие Budimor.

## Осведомитель
1 мая 1978 Анджей Гвязда, братья Вышковские, Богдан Борусевич, Антоний Соколовский, Лех Валенса, Анджей Колодзей, Алина Пенковская, Марыля Плоньская, Анна Валентынович, Иоанна Дуда-Гвязда, Пётр Дык, Богдан Лис и другие активисты создали в Труймясто Свободные профсоюзы Побережья (WZZW). Эдвин Мышк стал одним из основателей WZZW, его подпись стояла под учредительной декларацией (вместе с Гвяздой и Кшиштофом Вышковским, после отказа Соколовского). Редактировал подпольное издание Robotnik Wybrzeża. Участвовал в конференции КОС—КОР 23 марта 1979 — вместе с такими деятелями, как супруги Курони, Адам Михник, Генрик Вуец, Ян Юзеф Липский.
Обо всех действиях и планах WZZW (например, об акции в поддержку арестованного Блажея Вышковского) Эдвин Мышк информировал СБ. В результате его сообщений проваливались конспиративные адреса, изымались листовки, уплотнялась слежка, подвергся избиению родственник Куроня. Генерал Цястонь и генерал Кшиштопорский считали деятельность WZZW в значительной степени дезорганизованной. Однако Мышк не вызывал подозрений. При задержаниях он демонстрировал твёрдость и храбрость, дважды нападал на милиционеров — в одном случае бил по лицу, в другом пытался душить. Такие действия впечатляли товарищей «молодецкой удалью», но, к их удивлению, не влекли для него последствий.

## Раскрытие
Отношение к Эдвину Мышку изменилось после того, как Генрик Вуец получил от его бывшей невесты информацию о брачной афере (молодая женщина примыкала к вроцлавским диссидентам и была возмущена, узнав, что Мышк принадлежит к руководству WZZW). Выяснилось также, что Мышк присвоил себе дорогостоящий копировальный аппарат, полученный от люблинского оппозиционера Януша Крупского для передачи Богдану Борусевичу. Подозрения усилились после ареста СБ морского офицера Яна Ястржембского, вышедшего на связь с WZZW. Лех Валенса на одном из совещаний WZZW назвал Мышка агентом СБ. Но поскольку доказательств Валенса не имел, Борусевич требовал «извиниться перед Эдвином».
В декабре 1978 на связь с гданьской оппозицией вышел капитан СБ Адам Ходыш. Из идейных соображений он стал сотрудничать с диссидентами, передавал им оперативную информацию. Случайно он услышал в управлении СБ распоряжение обеспечить Эдвину Мышку комфортные бытовые условия в камере — как «своему человеку» (в частности, предоставить тёплое одеяло). Ходыш проверил и установил: Мышк является сексотом СБ. Об этом он сообщил Халлю и Борусевичу.
Мышк был очень напуган, когда Вышковский пригласил его на прогулку в лес. В этом состоянии он признался, что изначально был осведомителем СБ и просил пощадить его (вплоть до падения на землю перед Борусевичем). О разоблачении было напечатано в «Robotnik Wybrzeża». Ответственность за длительное нераспознание агента взял на себя Вышковский. После разоблачения Мышк оставался на агентурном учёте в СБ. При его участии были изготовлены три фальшивых номера «Robotnik Wybrzeża». Мышк фабриковал тексты с критикой Борусевича, стараясь подорвать его влияние в оппозиционной среде. Успеха это не принесло.
Впоследствии отмечалось, что сексотская деятельность Эдвина Мышка не была чем-то необычным, но раскрытие сделало его историю уникальной. При этом роль капитана Ходыша установлена не была. Ходыш продолжал тайно помогать оппозиции ещё более пяти лет.

## Политика и криминал
После изгнания из WZZW Эдвин Мышк участвовал в политике ПНР на стороне правящей компартии ПОРП. Вместе с другим агентом СБ Веславом Пневским учредил «Независимую политическую группу», стоявшую на просоветских и антисемитских позициях. Выступал с нападками на КОС—КОР, лично на Борусевича, с 1980 — на независимый профсоюз Солидарность. В 1981 стал соучредителем т. н. «Гданьской народной среды» — небольшой организации, созданной под патронажем партаппарата.
13 декабря 1981 власти ПНР ввели военное положение. «Солидарность» была запрещена, тысячи активистов интернированы, готовился судебный процесс над лидерами независимого профсоюза. Эдвин Мышк, с одной стороны, участвовал в организации помощи семьям интернированных, с другой — давал затребованные СБ показания, в том числе против Яцека Куроня. Однако запланированный процесс не состоялся. Интернированные были освобождены после отмены военного положения в 1983, арестованные амнистированы в 1984.
С 1980 Эдвин Мышк работал в канцелярии гданьского футбольного клуба Лехия. С клубом была тесно связана ОПГ Никодема Скотарчака (Никос). Группировка занималась контрабандой автомобилей. Теневыми партнёрами Никоса выступали видные деятели партаппарата, силовых структур, известные спортсмены и даже церковные иерархи. В частности, один из автомобилей был подарен семье генерала Анджеевского. В криминальном бизнесе неофициально использовались давние связи Мышка в органах госбезопасности.
В 1985 Эдвин Мышк был арестован и осуждён за участие в криминальном бизнесе Никоса. С ним был арестован Веслав Пневский, в камеру к которому в 1986 поместили Богдана Борусевича. Темой разговоров между сокамерниками являлась и судьба Мышка. На следствии Мышк не упоминал своего прежнего статуса осведомителя СБ. Это было учтено в положительном плане и менее чем через год он был освобождён.

## Бизнес
В 1988, незадолго до прихода к власти «Солидарности» и смены общественно-политического строя Польши, Эдвин Мышк устроился на работу в Stella Maris — издательство католической архиепархии Гданьска. При финансовой и организационной поддержке Никодема Скотарчака организовал издательства Graf и Phantom Press International, а в 1997, уже в Третьей Речи Посполитой — издательство Tower Press. Издательства Мышка публиковали стихи Яцека Качмарского, мемуары Уинстона Черчилля, документы Армии Андерса. «Tower Press» считается в Гданьске «элитным» издательством.
Эдвин Мышк формально не занимает должностей и не является акционером «Tower Press». Его решающее влияние в издательстве общеизвестно, но юридически недоказуемо. Однако пакетом акций издательства владеет медицинская компания A-Z Medica, торгующая в Польше андскими лечебными травами. Председатель правления и главный акционер компании — Варыня Костшиньская, дочь Эдвина Мышка. Официально Эдвин Мышк, его жена, дочь и зять владеют семейным предприятием — гольф-клубом Tower в Заскочине (гмина Тромбки-Вельке). Предприятие оказывает также услуги в сфере охранной и детективной деятельности. Игрой в гольф увлекается и сам Мышк, проводит на поле престижные приёмы.
Ветераны диссидентства и «Солидарности» негативно относятся к Эдвину Мышку. По словам Генрика Вуеца, такие, как Мышк, являют собой проблему. Вуец подчёркивал, что гражданские права — достояние всех поляков без исключения, но нежелательно, чтобы Мышк и ему подобные занимались общественно-политической деятельностью. Некоторые авторы констатировали: быть сексотом коммунистической СБ оказалось для Мышка выгодно — установленные в ПНР связи помогли и в новых социальных условиях. Но такая ситуация определилась спецификой Труймясто, традиционным здесь переплетением власти, бизнеса и криминала.